# Stig
Stig – kierowca wyścigowy testujący samochody na torze w brytyjskim programie motoryzacyjnym Top Gear. Zawsze występuje zamaskowany.

## Czarny Stig
W latach 2001–2003, czyli w pierwszych dwóch seriach programu, w tę rolę wcielał się kierowca wyścigowy Perry McCarthy, który występował w czarnym stroju. Udało mu się osiągnąć czas 1:46 podczas okrążenia na testowym torze w samochodzie Suzuki Liana, czyli w takim samym, jak zaproszeni do programu goście.
Czarny Stig „został uśmiercony” podczas pierwszego odcinka trzeciej serii po tym, gdy wykonywał numer kaskaderski polegający na rozpędzeniu się Jaguarem XJ-S na pokładzie lotniskowca HMS „Invincible”. Numer nie udał się, ponieważ Stig nie zahamował i samochód wpadł do morza. Odcinek ten został wyemitowany w BBC 26 października 2003.

### Powrót Czarnego Stiga
Po doniesieniach, że podobno odkryto tożsamość Białego Stiga, BBC zrobiło wielką reaktywację Czarnego Stiga. W serwisie YouTube został umieszczony filmik, na którym widać jak przypadkowi ludzie widzą wychodzącego z morza Czarnego Stiga i próbują z nim rozmawiać, lecz ten po krótkim czasie im ucieka.

## Biały Stig
Od drugiego odcinka trzeciej serii – wyemitowanego w telewizji BBC 2 listopada 2003 – Czarnego Stiga zastąpił Biały Stig, którego tożsamość nie była znana do 16 września 2010, kierowcą tym był Ben Collins. Biały Stig pojawia się o wiele częściej (np. w odcinku specjalnym, poświęconym zimowym igrzyskom olimpijskim, zjechał ze skoczni narciarskiej na skuterze śnieżnym). Ben Collins pojawił się zarówno jako Stig, jak i – bez kasku i kombinezonu – jako jeden z graczy, w 1 odcinku 6 sezonu w specjalnym meczu piłki nożnej, w którym brały udział drużyny pięcioosobowe, a każdy z graczy poruszał się Toyotą Aygo.

## Tożsamość
Tożsamość Stiga od wielu lat była tajemnicą. O wcielanie się w jego rolę wielokrotnie podejrzewani byli m.in. Damon Hill, Russ Swift, Mark Blundell i Julian Bailey. Jednak 19 stycznia 2009 roku brytyjska gazeta The Times podała, iż za białym kaskiem od zawsze krył się słynny kierowca wyścigowy Ben Collins. Collins, mimo że również był postrzegany jako jeden z możliwych kandydatów do roli Stiga, nigdy się do tego oficjalnie nie przyznawał. Na początku września 2010 roku tożsamość Stiga potwierdziły jednak brytyjskie media oraz sam Collins. Skandal wokół postaci Stiga wywołała zbliżająca się premiera biografii Collinsa, do której BBC rościło sobie pewne prawa. Sprawa trafiła do sądu. Sam kierowca zjawił się na rozprawie w charakterystycznym białym kasku. 21 stycznia 2009 roku BBC przyznało, że w rolę Stiga nie wciela się Damon Hill, ale jego ojciec – Graham. Graham Hill miał „zginąć” w upozorowanym wypadku, aby brać udział w Top Gear jako Stig.
W pierwszym odcinku 13 serii programu, wyemitowanym 21 czerwca 2009, rolę Białego Stiga grał Michael Schumacher. Jednak po jego bardzo kiepskim okrążeniu, Jeremy stwierdził „Nie sądzę, żeby Michael Schumacher był Stigiem”.